# Liar/Dead Is The New Alive
Liar/Dead Is The New Alive to minialbum amerykańskiej artystki Emilie Autumn, oparty na dwóch utworach z jej albumu Opheliac, "Dead Is the New Alive" i "Liar". Wydanie zawiera również utwór "Unlaced", który później został wydany na płycie Laced/Unlaced.

## Lista utworów
1. "Liar (Album Version)"
2. "Dead Is the New Alive (Album Version)"
3. "Mad Girl"
4. "Best Safety Lies in Fear"
5. "In the Lake (Live)"
6. "Let It Die (Live)"
7. "Liar (Murder Mix by Brendon Small)"
8. "Liar (Manic Depressive Mix by ASP)"
9. "Liar (Machine Mix by Dope Stars Inc.)"
10. "Liar (Medical Mix by Angelspit)"
11. "Dead Is the New Alive (Velvet Acid Christ Club Mix)"
12. "Dead Is the New Alive (Manipulator Mix by Dope Stars Inc.)"
13. "Thank God I'm Pretty (Cover by Spiritual Front)"
14. "Unlaced (Preview Track)"